# Midtjyske Motorvej
Der Midtjyske Motorvej (deutsch etwa: Mitteljütländische Autobahn) ist eine dänische Autobahn. Sie verbindet die Europastraße 45 bei Vejle mit der Stadt Herning.

## Verlauf
Die Autobahn zweigt nördlich vom Vejle am Motorvejskryds Vejle von der Autobahn Østjyske Motorvej (E 45) ab und führt als Primærrute 18 (Primärroute 18) (zunächst zugleich als Primärroute 13) nach Nordnordwesten. Sie trifft auf die Primärroute 30 und führt an Tørring und Give (bis hier gemeinsam mit Primärroute 30, deren Abzweig nach Westen zum Ausbau als Autobahn geplant ist) vorbei, umgeht Brande und Arnborg im Osten. Sie setzt sich nach Norden über den Abzweig Motorvejskryds Herning Syd (Einmündung der hier als Autobahn Messemotorvejen ausgebauten, von Westen kommenden Primærrute 15/12) und das Autobahnkreuz Motorvejskryds Herning (die Autobahn Herningmotorvejen zweigt Richtung Silkeborg ab) bis zur Anschlussstelle Herning N fort und führt als zunächst als Autostraße (motortrafikvej) und ab Sinding als Autobahn Holstebromotorvejen in Richtung Holstebro weiter.

## Geschichte
Die Autobahn wurde zwischen 1956 und 1974 etappenweise fertiggestellt.